# Minuskule 1689
Minuskule 1689 (podle Gregoryho-Alandova číslování novozákonních rukopisů) neboli ε1054 (podle von Sodenova číslování novozákonních rukopisů), je řecký minuskulní rukopis Nového zákona ze 13. století psaný na pergamenu. Je ve velmi dobrém stavu. Patří ke skupině novozákonních rukopisů známých jako rodina 13 (f13).
Rukopis zmizel někdy v době první světové války, během které byl z řeckého kláštera Timios Prodromos spolu s dalšími rukopisy odvezen bulharskou armádou, ale nebyl již nalezen mezi ostatními dokumenty, když byly rukopisy později poslány do Řecké národní knihovny. V roce 2006 byl znovu objeven mezi rukopisy Knihovny Akademie věd České republiky v Praze. Zde je uložen pod signaturou 1 TG 3 a je možné si ho prohlédnout v digitalizované podobě online.